# Глоговиця (Іванчна Гориця)
Глоговиця (словен. Glogovica) — поселення в общині Іванчна Гориця, Осреднєсловенський регіон, Словенія. Висота над рівнем моря: 314,2 м.